# Petry Látványműhely és Múzeum
A Petry Látványműhely és Múzeum egy multifunkcionális épületegyüttes Marosvásárhelyen, Romániában. A Szentgyörgy utcában (Strada Revoluției) 1990-ben megnyitott üzlethez 2015-től látványműhely és múzeum, 2017-től pedig bisztró is tartozik.

## Története
A marosvásárhelyi Petry család tagjai már a 18. század végétől mészárosok voltak, és 1879-ben alapították meg hentesipari vállalkozásukat. 1908-ban Petry Zsigmond javaslatára épült fel a város modern közvágóhídja; fia, Petry Samu pedig külföldön sajátította el a mesterség fortélyait. 1948-ban a hatalomra kerülő kommunisták államosították a család javait, így a boltot és a húsfeldolgozó üzemet is. A Petry-leszármazottak a rendszerváltás után, 1990-ben újraalapították a céget; első hentesboltjukat a Szentgyörgy utca és a Rákóczi-lépcső sarkán álló épületben nyitották.
2015-ben, a cég újraalapításának 25. évfordulója alkalmából látványműhelyt és múzeumot létesítettek a bolt mellett. A kezdeményezés komoly népszerűségnek örvendett, és a Maros megyei kereskedelmi és iparkamara elnöke is kitüntette a céget. Az épület udvarán 2016 januárjától rendezik meg a Helyi Termelők Vásárát. A múzeum 2016-ban Magyar Termék Nagydíj kitüntetést nyert.
2017-ben interaktív foglalkozást alapítottak Kiskukták néven, mely a látványműhelyben a gyermekekkel ismerteti meg a szakmát. Ezt a kezdeményezést is Magyar Termék Nagydíjjal tüntették ki. 2017 decemberében az épületegyüttesben megnyílt a Petry Grill & Wine bisztró.

## Leírása
A Látványműhelyben az érdeklődők szeme láttára történik a kolbásztöltés, és lehetőség van egyedi, a vásárló által megnevezett alapanyagokból és fűszerekből álló kolbász elkészítésére is. A műhelyben fesztiválokat, vetélkedéseket, gyermekeknek szánt foglalkozásokat is szerveznek.
A Múzeum a hentes szakma régi eszközeit mutatja be a Petry család hagyatékából, továbbá a mészáros céhet és a család történetét is megismerhetik a látogatók. 2018-tól a Múzeumok Éjszakáján is részt vesz.
A Petry Látványműhely és Múzeum számos, gasztronómiához köthető eseménynek ad otthont, mint a Helyi Termelők Vására (Local Farmers' Market), ahol helyi kistermelők és kézművesek saját termékeiket mutatják be és árusítják. Ezt kezdetben az épület udvarán rendezték, de később kinőtte a helyszínt, így az épület melletti kis utcát is elfoglalták a standok.

## Külső hivatkozások
- Hivatalos oldal. (Hozzáférés: 2019. november 11.)